# Canon (film)
Pour les articles homonymes, voir Canon.
Pour plus de détails, voir Fiche technique et Distribution.
Canon est un film expérimental canadien des réalisateurs Norman McLaren et Grant Munro réalisé en 1964. McLaren se propose d’illustrer visuellement et ainsi d’expliquer au spectateur le sens du mot canon dans le domaine musical, en neuf minutes et trois parties de plus en plus longues et complexes :
- le déplacement de cubes sur un échiquier selon quatre lignes musicales décalées ;
- la danse de personnages dessinés dont les mouvements s'enchevêtrent sans se gêner, grâce à la synchronisation musicale toujours ;
- la superposition de captures vidéo des mouvements d'un même acteur, de sorte qu'il interagit avec lui-même.

## Description
La première partie de Canon définit de la forme musicale du canon, c’est-à-dire la superposition de plusieurs voix jouant la même mélodie avec un décalage temporel persistant du début à la fin du morceau. La mélodie est représentée visuellement par le trajet d’un cube se déplaçant sur un échiquier. Puis ce sont des personnages dessinés qui prennent le relai : ils effectuent une suite de mouvements (toujours les mêmes) le long d’une ligne imaginaire traversant l’écran horizontalement. Quatre de ces bonshommes sont mis en scène sur la même ligne. Les pas latéraux se font simultanément, le visage souriant tourné vers la droite est destiné au voisin, et les figures de ronde permettent de le contourner sans le bousculer.
La troisième et dernière partie est la plus longue : avec 4 minutes et 40 secondes, elle représente plus de la moitié du film entier. Il y a plusieurs personnages à l'écran mais un seul acteur en réalité : ses mouvements ont été filmés une unique fois, et cette séquence a été multipliée et superposée à elle-même sur l’image pour créer l’illusion des quatre hommes. Un effet comique est créé par les entrées successives dans l’image de sosies de l’acteur. Le seul élément de différenciation de ces quadruplés est la musique composée par Eldon Rathburn. Chaque entrée de personnage dans l’image est accompagnée d’une ligne musicale, rigoureusement identique dans les hauteurs de notes et les rythmes mais jouée à une octave différente.

## Fiche technique
- Titre : Canon
- Réalisation : Norman McLaren et Grant Munro
- Musique : Eldon Rathburn (en)
- Montage : Norman McLaren
- Producteur : Norman McLaren
- Production et distribution : Office national du film du Canada
- Format : 35 mm
- Pays : Canada
- Durée : 9 minutes 13 secondes
- Date de sortie : 1964

## Distinction
- Prix Génie 1965 : Diplôme de mérite - catégorie : arts et expérimental
- Congrès du spectacle de Montréal : Premier prix - meilleur film d'animation
- 1965 Festival international du film de New Delhi : Paon de bronze - Deuxième prix -